# Арнольди, Нина Александровна
Нина (Анна) Александровна Арнольди (1843—1921, Ницца) — русская писательница, переводчица, революционерка.

## Биография
Дворянского происхождения. В конце 1860-х годов переселилась за границу, с 1870-х годов жила во Франции и Швейцарии, где сблизилась с русскими политическими эмигрантами, особенно с П. Н. Ткачёвым, идеологом якобинского направления в народничестве.
По некоторым свидетельствам, материально поддерживала издаваемый им журнал «Набат».
В 1879 года за подписью Н. А. опубликовала в Женеве политико-психологический роман «Василиса». Роман Н. Арнольди «Василиса» (Берлин, 1879), во многом автобиографический, изображает деятельность и нравы русских революционных эмигрантов середины 1870-х гг. Главный герой романа — революционер-народник, вынужденный эмигрировать за границу. В основе романа история любви выходцев из дворян, порвавших со своей средой и эмигрировавших; повествование построено на выявлении идейно-нравственной несхожести героя, посвятившего себя революционной деятельности, и героини, которая не смогла ни глубоко проникнуться проповедуемыми им идеями, ни принять его морально-этическую позицию. В пространных диалогах детально излагаются идейно-политические цели, задачи и методы революционной борьбы.
По мнению ряда исследователей, герой романа вобрал в себя черты, характерные для представителей одной из фракций революционно-народнической эмиграции 1870-х годов в Женеве — якобинцев-«набатовцев».
Письмо Н. Арнольди — ответ на необнаруженное письмо M. E. Салтыкова-Щедрина, даёт основание предполагать, что Н. Арнольди намеревалась напечатать роман «Василиса» в журнале «Отечественные записки» однако Салтыков-Щедрин предложил ей переделать роман (возможно, по цензурным соображениям), на что она не согласилась. Как «запрещённая в России „Василиса“» роман упоминается в письме писателя Д. В. Григоровича.
Н. Арнольди писала также на французском языке романы «Natacha» (Париж, 1882), «Marie de Kèroulas» (Париж, 1906), сборник рассказов «Sans conclure» (1909). Переводила с французского на русский язык.